# Anquela del Pedregal
Anquela del Pedregal est une commune d'Espagne de la province de Guadalajara dans la communauté autonome de Castille-La Manche.